# Ursicinus von Ravenna
Ursicinus von Ravenna († um 67) war der Legende nach ein Arzt und früher christlicher Märtyrer. Er wird als Heiliger verehrt.
Ursicinus war in Ravenna als Arzt tätig. Der ebenfalls aus Ravenna stammende Vitalis, der wie Ursicinus das Martyrium erlitt, soll ihm vor seiner Hinrichtung Trost zugesprochen haben. In Darstellungen des Ursicinus sieht man ihn sein abgeschlagenes Haupt tragen, aus denen Palmzweige wachsen. Ursicinus genießt in seiner Heimatstadt besondere Verehrung. Der Gedenktag des Heiligen ist der 19. Juni.